# Formiguer dorsicastany
El formiguer dorsicastany (Poliocrania exsul) és una espècie d'ocell de la família dels tamnofílids (Thamnophilidae) i única espècie del gènere Poliocrania Isler, Bravo et Brumfield, 2013.

## Hàbitat i distribució
Habita el sotabosc de la selva pluvial, clars i densa vegetació secundària a les terres baixes del vessant del Carib de Nicaragua, Costa Rica, Panamà, oest de Colòmbia i oest de l'Equador.

## Taxonomia
Tradicionalment inclosa al gènere Myrmeciza, va ser ubicada al monotípic gènere Poliocrania arran estudis de primers del present segle. Alguns autors però, consideren la població des de la província de Darién (Panamà) cap al sud, una espècie diferent:
- Poliocrania maculifer (Hellmayr, 1906) - formiguer cuacurt.[4]